# 鹽運使
盐运使全称为都转盐运使司盐运使，元朝始置，專设于两淮、两浙、福建等产盐各省。
明清兩朝沿用，明代在两淮、两浙、长芦、河东、山东、福建等处设都转盐运使司，正式官名為都轉運鹽使，鹽運使、鹽司為俗稱。清朝時，品秩為從三品。該官職名為統轄地方鹽務的官員，設於都轉鹽運使司。該官職屬於專任的技術官僚，下設分司：鹽課司、運鹽司。民国初年仍设盐运使，属盐务署。1937年，改组为盐务管理局，鹽運使一職廢除。
鹽運使秩從三品，可由各省知府升任，聽命於管理鹽政之督撫。全國鹽運使主要設於產鹽的省份，共有鹽運使7人，即直隸、山東、兩淮、兩浙、廣東、四川（宣統二年由鹽茶道改設）、奉天（宣統二年增設）各1人。清初所設河東鹽運使，於乾隆五十七年（1792年）裁；福建鹽運使，於雍正四年（1726年）改為鹽法道。鹽運使掌督察場民生計，商人行息，適時平其鹽價，管理水陸輸運。鹽運使官署稱為「都轉鹽運使司」，其下設有經歷（從七品）、知事（從八品）、巡檢（從九品）、庫大使（正八品）等職官。
鹽法道秩正四品，其職權與鹽運使相同。全國共設鹽法道13人，分別為山西、福建、雲南、江南、江西、湖北、湖南、陝西、廣西、四川、河南各1人，甘肅2人。鹽法道屬員有經歷、巡檢等官，其品秩、職掌與鹽運使司屬官相同；其不設屬員的省份，則以運同（從四品）、運副（從五品）、運判（從六品）及課大使等兼理其事，此外在一些省份還設有鹽課提舉司提舉、監掣同知及鹽課司大使、鹽引批驗所大使等官員。

## 外部連結
[在维基数据编辑]
 《欽定古今圖書集成·明倫彙編·官常典·鹽使部》，出自陈梦雷《古今圖書集成》